# Eduardo Valencia Ospina
Eduardo Valencia Ospina (Cali, 19 de septiembre de 1939) es un abogado y servidor público internacional colombiano.

## Biografía
Eduardo Valencia Ospina nació en una familia tradicional de Cali. Estudió derecho en la Pontificia Universidad Javeriana en Bogotá y luego en la Universidad de Harvard. Ingresó a las Naciones Unidas en 1964 y trabajó por 36 años en sus actividades legales y judiciales, antes de retirarse en 2000 como secretario general adjunto. Principalmente, fue secretario general de la Corte Internacional de Justicia (CIJ) entre 1987 y 2000. Ha sido el único latinoamericano en ocupar ese cargo.
En noviembre de 2016, fue elegido para desempeñar un tercer mandato como miembro de la Comisión de Derecho Internacional. En dicha comisión, Valencia Ospina se desempeñó como primer vicepresidente durante su 69° período de sesiones en 2017 y como presidente durante su 70° período de sesiones en 2018. En 2007 fue designado relator especial del informe sobre la "Protección de las personas en caso de desastres". La Comisión adoptó el resultante "Proyecto de artículos sobre la protección de las personas en caso de desastres" en 2016. El proyecto de artículos se presentó posteriormente a la Asamblea General de las Naciones Unidas y se incluyó en su agenda.
Valencia Ospina es expresidente de la Sociedad Latinoamericana de Derecho Internacional. También, se desempeñó en el directorio de varias revistas de derecho internacional, incluyendo el Journal of International Dispute Settlement. Asimismo, es miembro de los comités directivos del Manfred Lachs Foundation y el Nansen Initiative y es miembro de comités académicos en la Universidad de Nueva York y la Universidad de Londres. Valencia Ospina también es abogado en casos ante la Corte Internacional de Justicia. En particular, se desempeñó por veintiún años como abogado externo, jurisconsulto, coagente, y, más recientemente, agente de Colombia en la disputa territorial con Nicaragua; en noviembre de 2022, fue nombrado agente principal por el entonces canciller de Colombia Álvaro Leyva.